# Pietramelara
Pietramelara – miejscowość i gmina we Włoszech, w regionie Kampania, w prowincji Caserta.
Według danych na rok 2004 gminę zamieszkiwały 4454 osoby, 193,7 os./km².